# Campionato mondiale militare di scherma 1965
Il Campionato mondiale militare di scherma del 1965 ("1965 World Military Fencing Championships") è stato organizzato dalla Federazione internazionale della scherma e si è svolto a Beirut in Libano dal 3 al 10 maggio.
Nel fioretto, si è aggiudicato il titolo di campione mondiale militare il francese Christian Noël, che ha battuto in finale l'egiziano J. Khayloubi.
Nella spada l'austriaco Hubert Polzhuber ha battuto in finale l'italiano Guido Cipriani, ottenendo il titolo mondiale militare maschile.
Nella sciabola il belga Jose Van Baelen prevale sul belga Jean Henriet.
Nel campionato mondiale militare a squadre maschili, la nazionale francese ha prevalso nella finale del fioretto contro l'Egitto, mentre la nazionale austriaca ha vinto nella spada contro la formazione francese, ed infine la nazionale belga ha avuto la meglio sulla compagine francese nella sciabola.

## Podi

### Uomini
| Specialità  | Oro                                                          | Argento                                        | Bronzo                                                    |
| Individuali |                                                              |                                                |                                                           |
| Fioretto    | Christian Noël                                               | J. Khayloubi                                   | Pierre Rodocanachi                                        |
| Spada       | Hubert Polzhuber                                             | Guido Cipriani                                 | Yves Boissier                                             |
| Sciabola    | Jose Van Baelen                                              | Jean Henriet                                   | Josef Wanetschek                                          |
| A squadre   |                                                              |                                                |                                                           |
| Fioretto    | Francia Gilles Berolatti Christian Noël Pierre Rodocanachi - | Egitto Salah Abdallah J. Khayloubi Mouhib -    | Italia Guido Cipriani Dario Lavoratori Giacomo Pezzagno - |
| Spada       | Austria Udo Birnbaum Hubert Polzhuber Rudolf Trost -         | Francia Yves Boissier Francois Jeanne Parant - | Libano Bo Jansson Orvar Lindwall Lennart Rohlin -         |
| Sciabola    | Belgio Jean Henriet Holvoet Jose Van Baelen -                | Francia Barudoni Marcilloux André Sagot -      | Egitto Jamal Jamil Sami -                                 |

## Medagliere
| Pos.   | Nazione | Oro | Argento | Bronzo | Totale |
| ------ | ------- | --- | ------- | ------ | ------ |
| 1      | Francia | 2   | 2       | 2      | 6      |
| 2      | Belgio  | 2   | 1       | 0      | 3      |
| 3      | Austria | 2   | 0       | 1      | 3      |
| 4      | Egitto  | 0   | 2       | 1      | 3      |
| 5      | Italia  | 0   | 1       | 1      | 2      |
| 6      | Libano  | 0   | 0       | 1      | 1      |
| Totale | Totale  | 6   | 6       | 6      | 18     |